# الکساندر بین (مخترع)
الکساندر بین (انگلیسی: Alexander Bain؛ ۱۲ اکتبر ۱۸۱۰–۲ ژانویه ۱۸۷۷) مخترع و مهندس اسکاتلندی بود که برای اولین بار ساعت الکتریکی را اختراع و ثبت کرد. او ساعت تلگراف را اختراع کرد که فناوری همگام‌سازی بسیاری از ساعت‌های الکتریکی در هر نقطه از جهان بود تا همهٔ آنها دقیقاً یک زمان داشته باشند. او همچنین فناوری دستگاه فاکس را برای اسکن تصاویر و انتقال آنها در خطوط تلگراف صدها مایل دورتر اختراع و ثبت کرد.
او خطوط تلگراف راه‌آهن بین ادینبورگ و گلاسکو، اسکاتلند را برای ضبط پیام‌ها، تنظیم حرکت امن قطارها، علامت‌گذاری زمان، دادن سیگنال‌ها و چاپ اطلاعات در مکان‌های مختلف نصب کرد. او یک فناوری تلگراف شیمیایی اختراع کرد که می‌توانست پیام‌ها را با سرعت ۱۰۰۰ کلمه در دقیقه از طریق خط تلگراف مخابره کند، در حالی که در آن زمان تلگراف مورس فقط می‌توانست ۴۰ کلمه در دقیقه تولید کند.